# III. Károly monacói herceg
III. Károly monacói herceg (1818. december 8. – 1889. szeptember 10.) 1856. június 20-tól 1889. szeptember 10-én bekövetkezett haláláig ült Monaco trónján, ahol apját, I. Florestant követte. Uralkodása alatt Menton és Roquebrune városokat eladta Franciaországnak, hogy Párizs elismerje Monaco függetlenségét. A miniállam ezzel területének négyötödét elvesztette.
Menton és Roquebrune elvesztésével súlyosan meggyengült a hercegség pénzügyi helyzete, így Monacónak sürgős feladatává vált a pénzügyi helyzet felvirágoztatása. Anyja tanácsára ezért Károly – német és francia mintára – kaszinókat nyittatott. Az első kísérletek azonban nem jártak sikerrel: az 1862-ben a történelmi Monaco egyik régi negyedében megnyitott első kaszinó helye ma is elhagyatott. 1866-ban azonban az uralkodó megalapította a máig virágzó Monte-Carlót, a kaszinóvárost.
| Előző I. Florestant | Monaco (uralkodó) hercege 1856 – 1889 | Következő I. Albert monacói herceg |

1. ↑  Német Nemzeti Könyvtár: Integrált katalógustár (Németország) (német nyelven). Integrált katalógustár (Németország) . (Hozzáférés: 2015. október 17.)
2. 1 2  Find a Grave (angol nyelven). Find a Grave . (Hozzáférés: 2017. október 9.)
3. 1 2  CERL Thesaurus (angol nyelven). Consortium of European Research Libraries. (Hozzáférés: 2017. október 9.)
4. ↑  p11525.htm#i115243, 2020. augusztus 7.
5. ↑  inferred from timeline of events